# Cuentas de Murano

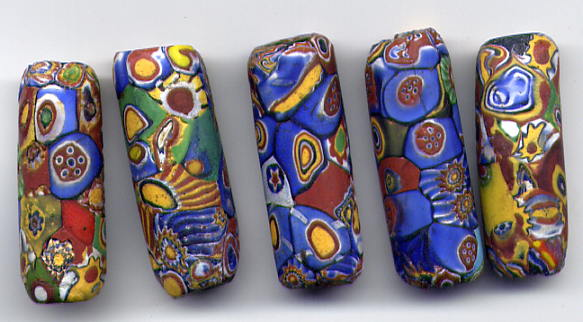
Cuentas Millefiori de Murano

Las cuentas de Murano son intrincadas cuentas de vidrio influenciadas por los artistas del vidrio veneciano . Desde el año 1291, los vidrieros de Murano han perfeccionado las tecnologías para la producción de cuentas y artículos de vidrio, como vidrio cristalino, vidrio esmaltado (smalto), vidrio con hilos de oro (aventurina), vidrio multicolor (millefiori), vaso de leche (lattimo) y piedras preciosas de imitación de vidrio.

## Color
El proceso de fabricación de las cuentas de Murano comienza con la producción de bastones de colores. Los compuestos químicos utilizados en la fabricación de colores son extremadamente sensibles, por lo que se deben mezclar con absoluta precisión. La aguamarina se crea mediante el uso de cobre y cobalto, y el rojo rubí se logra mediante el uso de una solución de oro como agente colorante.

## Cuentas trabajadas con lámparas
La mayoría de las cuentas de Murano se fabrican utilizando una lámpara con quemador de bomba de aire o la técnica de soplete y mandril. Una vez que se ha hecho el mandril usando una varilla de hierro cubierta con un material de liberación pegado en la parte superior de la varilla, logrando que al final quede un tubo de cobre ocupando su lugar. El tubo de cobre ayuda a crear muchas otras formas diferentes.
El método de la lámpara es el método de fabricación de cuentas de vidrio que requiere más tiempo, ya que cada cuenta debe formarse individualmente. Usando un soplete para calentar, las varillas y tubos de vidrio de Murano se calientan a un estado fundido y se envuelven alrededor de una varilla de metal para lograr la forma deseada. Se utilizan varias capas de vidrio de diferentes colores, así como pan de oro y plata para producir el efecto deseado. Después de que la cuenta se enfría lentamente, se retira de la varilla, lo que da como resultado un agujero para un eventual ensartado en la confección de joyería.
Las cuentas de pastel de bodas conocidas como Fiorato (decoradas con superposiciones de vidrio con rosas, remolinos y puntos) y las cuentas de lámina veneciana (con una fusión de colores, láminas de oro y plata) son dos de los tipos de cuentas fabricadas con el método de lámpara.

## Cuentas de semillas o contería
Las cuentas de semillas o conterie son cuentas pequeñas y redondas. Para producir este tipo de cuenta pequeña, se forman tubos huecos de vidrio coloreado, luego se cortan y se vuelven a cocer para lograr una apariencia de suavidad y sombra.

## Cuentas de Chevron o Rosetta
La cuenta Chevron se distingue por un patrón en zigzag rojo, blanco y azul.

## Millefiori o cuentas de encaje
Las cuentas millefiori abstractas se crean de una manera similar a la de las cuentas de chevrón o roseta. Hay un uso más amplio del color y la caña de vidrio no es hueca, sino completamente maciza.

## Cuentas sopladas
Hoy en día este vidrio soplado se llama Filigrana o método de filigrana . Para producir estas cuentas con franjas de colores y espirales, los vidrieros colocan bastones de vidrio y las recogen con una pucuna.